# Соціальна дія
Соціа́льна ді́я — одне з головних понять соціології. Це форма або спосіб розв'язання соціальних проблем і суперечностей, в основу яких покладено зіткнення інтересів і потреб основних соціальних сил певного суспільства. У широкому розумінні до соціальної дії належить будь-яка акція, вчинена соціальним суб'єктом, для забезпечення своїх інтересів і потреб у певній соціокультурній ситуації.

## Основні підходи до розуміння соціальної дії в соціології

### Веберівське розуміння соціальної дії
Вперше до соціології поняття «соціальна дія» було введене та науково обґрунтоване Максом Вебером. Соціальною дією він називав дію людини (незалежно від того, має вона зовнішній або внутрішній характер, зводиться до невтручання або до терпеливого прийняття), яка за передбачуваним діючою особою чи діючими особами смислом співвідноситься з дією інших людей або орієнтується на неї.
За Вебером, соціальна дія передбачає дві необхідні ознаки:
1) суб'єктивну мотивацію суб'єкта, що діє (індивіда, групи, організації);
;
2) орієнтацію на минулу, теперішню або очікувану в майбутньому поведінку інших суб'єктів, що діють.
Вебер наводить свою класифікацію типів соціальної дії, засновану на різній мірі усвідомлення і раціональності, яка характерна для його різних типів:
- цілераціональна дія — це дія, що характеризується ясністю і однозначністю усвідомлення діючим суб'єктом своєї мети, яку він співвідносить з раціонально осмисленими засобами, що забезпечують її досягнення; у Вебера цей тип соціальної дії грає роль раціональної «моделі» людської дії;
- ціннісно-раціональна дія — це дія, мету якої діючий суб'єкт сприймає як безумовну цінність, як щось самодостатнє;
- традиційна дія — це дія, заснована на звичці, у зв'язку з чим вона має майже автоматичний характер;
- дія, що майже не вимагає осмисленого цілепокладання й тому дана Вебером як «граничний випадок» соціальної дії разом з четвертим типом соціальної дії — афективною дією. Це дія, визначальною характеристикою якої є домінуючий емоційний стан діючого суб'єкта: любов або ненависть, жах або прилив відваги тощо. Вона фіксує міру мінімального усвідомлення соціальної дії, за якою вона вже перестає бути соціальною.

Вебер виділяє ці типи соціальної дії як ідеальні типи. Реальна ж дія може бути сумішшю двох або більше типів. На практиці, очевидно, соціальними діями будуть частково усвідомлені вчинки, які мають більш-менш ясну, зрозумілу мету. Вебер визначав соціологію як науку, яка намагається інтерпретувати значення дії (звідси назва — «розуміюча соціологія») і пояснити соціальну дійсність як похідну від індивідуальної осмисленої діяльності.
Зазвичай цілеспрямовані дії створюють найбільше шансів для ефективного розв'язання проблем. Проте ймовірність реалізації того чи іншого типу мотивації соціальної дії залежить як від особливостей індивіда, його культури, освіти, інтелектуальних можливостей, так і від типу суспільства, соціокультурного середовища, масовості поширення певних видів мотивацій. Мотиви стимулюють одні дії та стримують інші. Кожній своїй дії людина надає певного сенсу, мотиву. Який сенс людина бачить, на які цінності орієнтується, такий світ вона творить.
У кожному суспільстві домінує один із цих кількох різновидів дій, він і визначає відносини панування, підпорядкування, а також характер самого суспільства. Домінування традиційних і афективних дій формує традиційне суспільство, цілеспрямованих і ціннісно-раціональних — індустріальне.
Для ліпшого розуміння функціонування суспільства треба докладніше розглянути його взаємодію з індивідами, взаємодію самих індивідів і груп.
М. Вебер вважав, що соціологічний метод пізнання, можна назвати «раціоналістським»: соціологія сортує всі дії за мірою прояву в них раціональних компонентів. У зв´язку з цим виділяється раціональна, нераціональна та ірраціональна дії.
- Раціональна дія — це будь-який вчинок людини, у якому є чітко усвідомлені цілі та мотиви, правильно вибрані засоби досягнення цілі та прораховані всі можливі наслідки.
- Нераціональна дія — будь-який вчинок людини, у якому є чітко усвідомлені цілі та мотиви, але не вірно вибрані засоби досягнення цілі та не прораховані можливі наслідки.
- Ірраціональна дія — будь-який вчинок людини, у якому відсутні чітко усвідомлені цілі та мотиви, незалежно від того, як обрані засоби здійснення своїх емоцій. Тобто це афективні дії. Останні не можна назвати раціональними, бо в них не має чіткої мети, усвідомленого наміру та мотиву, вільного вибору засобів досягнення поставленої мети.

### Розуміння соціальної дії Т. Парсонсом
Основні положення концепції М. Вебера були розвинуті у працях Дж. Г. Міда, Ф. Знанецького, Е. Шилза, Т. Парсонса. Останній включив теорію соціальної дії в загальну теорію соціальної поведінки людини, вважав соціальну дію елементом «системи людської дії», в якій поняття «дія» зближується з поняттям «поведінка».
Дещо переробивши і переосмисливши веберівську теорію, Т. Парсонс створив свою теорію соціальної дії. Сама соціальна дія містить, згідно з Парсонсом, множинність дійових осіб, взаємно орієнтованих на дії одна одної. Для змалювання структури такої соціальної дії Парсонс користується поняттями «дійова особа» («актор»), «ситуація», «мета», «інша дійова особа», «взаємні орієнтації», «цінності», «соціальна система».

### Сучасне розуміння соціальної дії
Сучасні дослідники у своїх концепціях намагаються враховувати одночасно об´єктивні факти та суб´єктивні мотиви соціальної дії, а також новітні науково-технічні досягнення та реальні зміни, що відбуваються в суспільстві, в культурах, цивілізаціях. При цьому пріоритет надають мотиваційно-діяльнісному компоненту соціальної дії. Так, наприклад, французький соціолог А. Турен вводить у теорію соціальної дії поняття соціального суб´єкта, під яким він розуміє соціальні рухи. На думку Дж. Александера соціальна дія детермінована культурою, індивідуальністю та соціальною системою.
У вузькому розумінні соціальної дії наголос робиться на її інтеракційному аспекті, який для певних випадків справді має конституююче значення. Проте інтеракційний аспект не вичерпує усіх вимірів соціальної дії — осторонь лишаються, наприклад, її об'єктивні параметри (енергетичні та інформаційні джерела соціальної дії, наявні умови її перебігу тощо), які існують або складаються незалежно від інтерсуб'єктивних контактів суб'єктів, що діють.
Проте в соціології існує й інше розуміння соціальної дії — як похідної від соціальної структури. В рамках цієї традиції існує тенденція перетворювати соціальну дію і взаємодію на поняття похідні, залишкові, менш важливі, ніж соціальна система в цілому. Питання про ставлення індивідуального діяча до соціальної системи — одне з основних проблем соціології.

## Сутність соціальної дії
Соціальна дія є складним структурним процесом, у якому виокремлюються різноманітні його аспекти й фази:
1. суб'єкт, діюча (і) особа (и) (актор (и));
2. інша (і) діюча (і) особа (и), на яку (их) спрямована дія;
3. потреба в активізації поведінки;
4. мотив дії;
5. інтерес;
6. мета дії;
7. метод дії;
8. умови дії;
9. засоби дії;
10. результати дії.

### Механізм здійснення соціальної дії
Соціальні дії ніколи не здійснюються миттєво. Вихідним моментом соціальної дії є виникнення потреби у індивіда. Потреба співвідноситься індивідами з умовами зовнішнього середовища, актуалізуючи строго певні мотиви. Соціальний об'єкт у поєднанні з актуалізованим мотивом викликає інтерес. Поступовий розвиток інтересу призводить до появи у індивіда мети по-відношенню до конкретних соціальних об'єктів. Момент появи мети означає усвідомлення індивідом ситуації та можливість подальшого розвитку активності, яка далі призводить до формування мотиваційної установки, яка говорить про потенційну готовність до здійснення соціальної дії. Механізм соціальної дії, таким чином, складається з потреби, актуалізованого мотиву, інтересу, мети й мотиваційної установки.
Важливе значення для соціальної дії має ціннісно-нормативна структура суспільства, яка виступає як регулятивний комплекс, що скеровує й координує її орієнтацію і перебіг за певних умов.

## Класифікація соціальних дій
Соціальні дії розрізняють:
- за ступенем внеску у відтворення й розвиток суспільних відносин (репродуктивні, креативні, деструктивні);
- залежно від проблем, що розв'язуються (політичні, економічні, екологічні та ін.);
- за типом суб'єктів, що діють (масові, колективні, індивідуальні);
- за способом здійснення (реформаторські, революційні);
- за ступенем раціональності (афективні, традиційні, раціональні);
- за типом орієнтації (інструментальні, комунікативні);
- за ступенем мотивації (глибоко вмотивовані, свідомо сплановані, спонтанні) тощо.